# Sceptobius lativentris
Sceptobius lativentris är en skalbaggsart som först beskrevs av Adelbert Fenyes 1909.  Sceptobius lativentris ingår i släktet Sceptobius och familjen kortvingar. Inga underarter finns listade i Catalogue of Life.